# Castellanos de Villiquera
Castellanos de Villiquera là một đô thị ở tỉnh Salamanca, phía tây Tây Ban Nha, cộng đồng tự trị Castile-Leon. Đô thị này có cự ly 11 kilômét so với thành phố Salamanca và có dân số thời điểm năm 2008 là 689 người. Đô thị này có diện tích 32,81 km².
Mã số bưu chính là 37797.
Đô thị Castellanos de Villiquera nằm ở khu vực có độ cao 826 mét trên mực nước biển. Đô thị này có các làng La Mata de Armuña (83 dân) Carbajosa de Armuña (52 dân) và Mozodiel de Sanchíñigo (18 dân).
==Tham khảo==